# Gálvez (Santa Fe)
Gálvez es una localidad del Departamento San Jerónimo, en el centro-sur de la provincia de Santa Fe, Argentina, ubicada a 81 km de la ciudad de Santa Fe, capital provincial. Por su población, actividad industrial y comercial es la ciudad más importante del Departamento San Jerónimo.

## Toponimia
Homenajea a su fundador el Dr. José Gálvez, quien fuera gobernador de la provincia de Santa Fe entre los años 1886 y 1890.

## Aspectos geográficos
El municipio de Gálvez está ubicado en el centro-oeste del departamento San Jerónimo. Cuenta con una superficie de 28.900 ha. Es una zona elevada: "Un rasgo morfológico raro en la llanura santafesina es la presencia de una zona de colinas de reducida extensión que se eleva de improviso sobre una región marcadamente horizontal del bloque tectónico que denomináramos Bloque de Gálvez".
El clima es templado con regular porcentaje de humedad en verano. La temperatura media es de 21 °C, con máximas de 42 °C y mínimas de 4 °C. El promedio anual de lluvias está en los 900 mm. Hay vientos moderados durante todo el año, siendo dominante el viento del sector noreste.
Los límites del municipio son: al norte, con las comunas de Piaggio y Loma Alta; al este, con las comunas de Arocena y San Eugenio; al sur con las comunas de Pueblo Irigoyen y Bernardo de Irigoyen; al oeste, con el departamento San Martín.
Se encuentra en las antípodas de la ciudad de Nankín (China), que en 2015 tenía 11,7 millones de habitantes.

### Suelo
Se pueden distinguir tres unidades geomorfológicos bien definidas:
- Área de domo: suelo con aptitud agrícola-ganadera (85%) para suministrar altos rendimientos de todos los cultivos agrícolas cuando se los rota con ganadería. Tienen un elevado contenido de limo que origina deficiente estructura cuando son muy trabajados al bajar el contenido de materia orgánica, limitación que no se encuentra en aquellos suelos donde se efectúa un manejo adecuado, tanto de la labranza como de los rastrojos. Un sector muy pequeño de estos suelos tiene un elevado contenido de arcilla, lo que provoca una lenta permeabilidad y una menor economía de agua.

- Área de bajos: son suelos de cañadas con aptitud ganadera, con elevado contenido de sodio y un pobre drenaje con frecuente ascenso de la napa de agua, originando condiciones deficientes para el desarrollo vegetal. Prosperan especies rústicas adaptadas a condiciones variables al exceso y falta de agua (5%).

- Área de suelos integrados: representan el 10% de los suelos del municipio. Su aptitud es ganadera con agricultura en forma circunstancial.

## Santa Patrona
- Santa Margarita de Escocia. Festividad: 16 de noviembre.

## Vías de comunicación
- Caminos vecinales (rurales): posee un buen trazado de caminos vecinales, no existiendo zonas rurales con problemas de salida.
- Las siguientes rutas provinciales:
  - RP 80: conecta con la Autopista AP 01: Santa Fe-Rosario y RN 11 a la altura de Arocena (tramo pavimentado Arocena-Gálvez), continuando hacia el oeste hasta la RN 34.
  - Ruta provincial 10: está pavimentada hasta la Ruta Nacional 19, conectando con la ruta provincial 64, pavimentada hasta la ruta nacional 34.
  - Ruta provincial 6: está pavimentada hasta la Ruta Nacional 19.
  - Ruta Provincial 42S
  - Ruta provincial 66
- FFCC: atraviesa el municipio la línea Retiro (Buenos Aires) a San Miguel de Tucumán del Ferrocarril General Bartolomé Mitre. Desde la estación Gálvez, parte el ramal Gálvez-Morteros.

## Historia

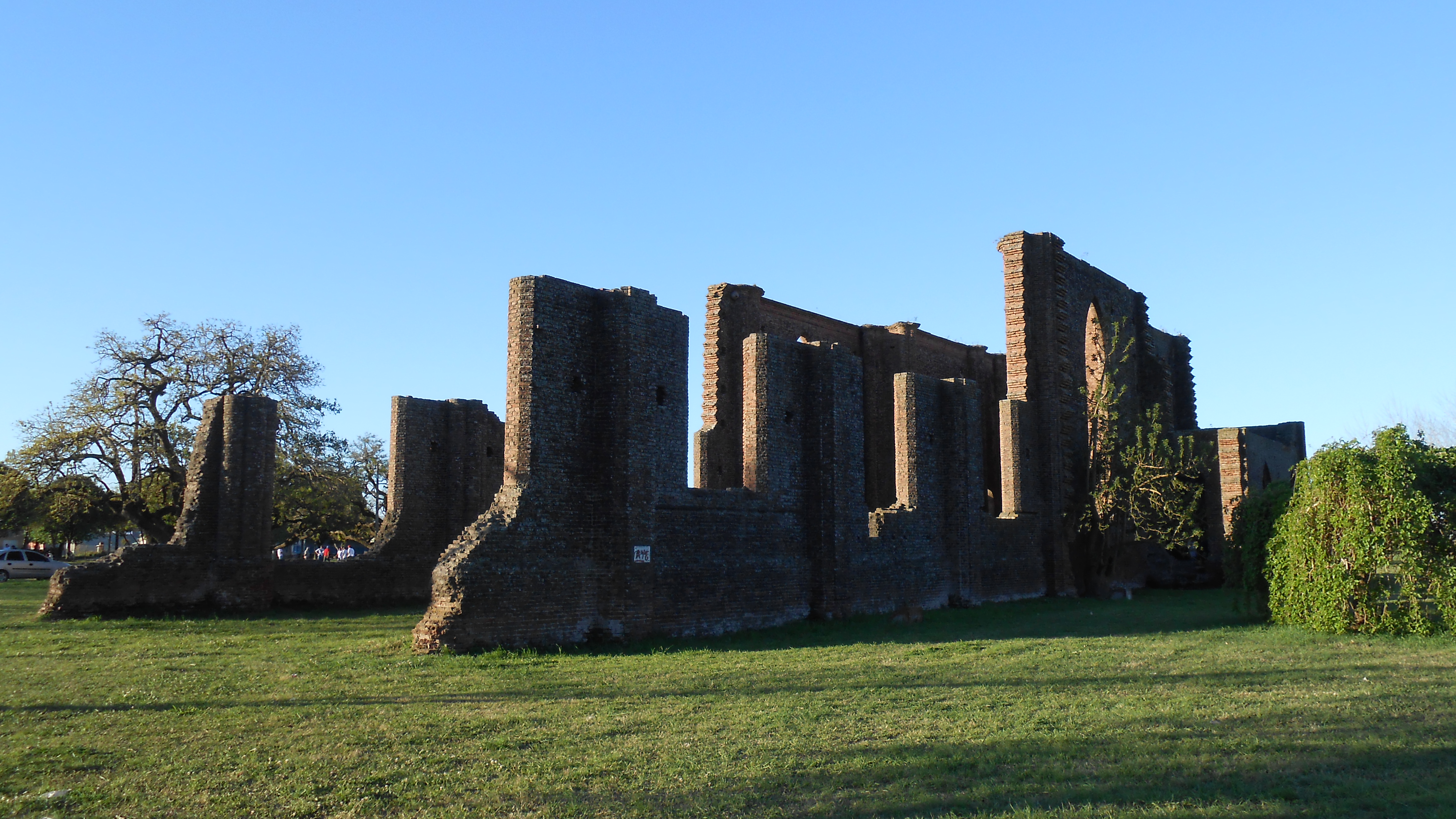
Ruinas de la iglesia vieja sin terminar

La historia de Gálvez parte de un proceso de colonización agrícola desarrollada a partir de 1856 con la fundación de Esperanza. La expansión cerealera, en especial el cultivo del trigo, desplaza a la ganadería y transforma el paisaje.
Los inmigrantes (de la región del Piamonte y Lombardía) junto a muchos nativos dejaron su esfuerzo plasmado en las concesiones que cultivaron, en los talleres de los pueblos y en el tendido de vías férreas y obras esenciales para la transformación que se produce.
El paso del ferrocarril hace que se genere la fundación de una serie de nuevos pueblos junto a las estaciones del Ferrocarril, Buenos Aires y Rosario, en su prolongación hasta Sunchales, entre ellos está el pueblo Estación Gálvez, cuya traza se aprueba el 15 de octubre de 1886 ubicado en tierras que pertenecían al Dr. José Gálvez.
La comuna fue creada en el año 1887 en torno a la edificación presente con respecto a la ciudad.
El distrito primero es una subdivisión que manejan las autoridades políticas (juez de paz, Subdelegado Político) y que luego alcanzan las autoridades administrativas de la Comisión de Fomento, que comienzan ejerciendo jurisdicción en la incipiente área urbana (1887-1889) para avanzar hacia la parte rural (1889) de la todavía dominada Colonia Margarita (después Gálvez) que luego se ampliará considerablemente (1897) y casi al final, se reducirá a la jurisdicción actual (1915-1916).
Los antecedentes históricos sobre el área rural, se sitúan a partir de mediados de 1882, con la llegada de algunas personas para efectuar algunos trabajos en estos campos que eran propiedad del Dr. José Gálvez, con vista a la formación de una colonia dado que se iban colonizando zonas cercanas a este lugar, siendo en 1883 cuando comienzan a instalarse las primeras familias en el área rural, sin formar núcleo urbano alguno. Esta nueva colonia es de las denominadas particulares en la que se arrendaban las concesiones a los colonos, lo que da motivo luego al traslado de muchas familias hacia otros campos con posibilidades de adquirirlos en propiedad. 
Simultáneamente con el paso de la vía ferroviaria, comienzan las tareas para formar el pueblo junto a la estación que se levantaba en este lugar, siendo aprobada su traza el 15 de octubre de 1886, fecha que por las características de la formación de las áreas urbanas es la de su fundación y que marca el punto fundamental de todo el desarrollo posterior del lugar. Todavía en la etapa inicial, sorprende a los habitantes una epidemia de cólera con la consiguiente cuota de víctimas fatales. Luego vienen los nombramientos de autoridades entre ellas las comunales, renovadas anualmente hasta 1895 y luego bianualmente, habiéndose producido entre los años 1895 y 1900 varias protestas de los vecinos por no tener participación en la elección del gobierno comunal, que recién se hará efectiva en parte, hasta fines de 1913.
La corriente inmigratoria italiana, procedente de las regiones de Piamonte y Lombardía es preponderante en la composición de la población durante la primera época, la cual se integra también con un importante grupo de nativos. Hay a lo largo de todo este período una importante actividad comercial, preponderante ante la incipiente industria que en los primeros años se limita a la fidería, el molino harinero y las ladrillarías. Otra importante fuente de trabajo, fue la empresa ferroviaria.
La colonización de este lugar, no fue organizada como el caso de las primeras colonias agrícolas de la provincia de Santa Fe, priva aquí la oferta de trabajo y la búsqueda por parte de muchos inmigrantes de mejores horizontes, ya san artesanos o agricultores.
El progreso agrícola en el sector rural por un lado y la actividad urbana por el otro fue resultado del trabajo rudo, característicos de la época, a través de largas jornadas en que unos desarrollaron sus tareas para arrancar el futuro de la tierra contando con una incipiente mecanización, otro en el pueblo, cargaron y distribuyeron mercaderías, estuvieron en la construcción de edificios, etc.
Los médicos a partir de 1888, se radican temporalmente en este pueblo perdurando esta situación hasta 1896 cuando se instala el Dr. Luis Aguirre, el cual permanece por casi doce años. Siguiéndole luego otros profesionales entre ellos el Dr. Andrés Egaña, que inicia a partir de 1912 una importante labor no solo en su profesión.
El culto católico, practicando por la gran mayoría de la población, marca el surgimiento de la capilla en 1888. contando también con un sacerdote más o menos estable en el pueblo, hasta la llegada de R.P Domingo Rinaldi, a cuya decisión y conducción de debe la actual iglesia de Santa Margarita.
Al poco tiempo reinicia sus actividades la Sociedad de Socorros Mutuos. La educación también tuvo una importante tarea en este pueblo, incorporándose nuevas escuelas a partir de 1910.
Ya en el siglo XX inicia su actividad la biblioteca popular; la banda de música; hasta 1915 hay alguna actividad teatral con los cuadros filo-dramáticos.
El municipio fue creado el 19 de marzo de 1939.
Hasta 1960 la provisión de energía eléctrica era corriente continua (110 Voltios). La corriente alterna (220 Voltios) fue instalada recién entre 1962 y 1963, el sector centro fue el último alternizado.

## Universidades
En la ciudad de Gálvez se encuentra el Centro Universitario Gálvez, delegación de la Universidad Nacional del Litoral (con sede en la ciudad de Santa Fe), en el cual se pueden estudiar las siguientes carreras:
- Analista de Alimentos
- Tecnicatura Universitaria de Biocombustibles
- Tecnicatura Universitaria en Gastronomía
- Licenciatura en Ciencia y Tecnología de los Alimentos
- Enfermería Universitaria
- Universidad Siglo 21

## Deportes
Ceci Básquet Ball Club:
19 de octubre de 1933. Apodo: Amarillos, Chapulines, Sal Gruesa.
Básquet: A lo largo de la historia esta es la disciplina en que más se ha destacado la institución llegando a la segunda categoría del básquet nacional y sobre todo llevando a la ciudad a la élite del deporte junto con su clásico rival Santa Paula. El jugador mundialista y medallista olímpico Andrés "El Chapu" Nocioni es surgido en las inferiores del club.
Voleibol: Se destaca la participación de las mujeres en la primera categoría de la Asociación Santafesina de Vóley. 
Bochas: Muchos adultos y jóvenes practican la actividad en el club.
Natación: Se ha destacado la participación de varios deportistas del club en sudamericanos y torneos nacionales de aguas abiertas. Actualmente el nadador Aquiles Balaudo representa a la ciudad en el mundo.
Fútbol: Participa en la liga galvense de fútbol.
Club Atlético Barrio Oeste:
Apodo: Naranjas.
Fútbol: Aunque solo se practique una sola disciplina se han logrado importantes logros, varios campeonatos antes de la desaparición de la Liga galvense en 1980, luego de la reinauguración de esta solo han logrado 2 finales.
Club Atlético Santa Paula:
Apodos: Azules, Celestes.
Básquet: La más importante y destacada que llevó a Gálvez a ubicarse a nivel nacional con la participación del Club en la Liga Nacional de Básquet durante algunas temporadas en la década de 1990.
En el año 2014 y luego de 24 años se volvió a disputar el clásico de la ciudad entre las dos instituciones de máxima referencia en cuanto a esta disciplina, Santa Paula BBC vs Ceci BBC.
Fútbol: Participa en la liga galvense de fútbol. Último campeón.
Estadio: Rubén "PENO" Pérez.
-1980 CAMPEÓN LIGA SANTAFESINA DE FÚTBOL  
Santa Paula - Gimnasia y esgrima de Santa Fe                                                                                                                                
IDA: Gimnasia 1 - Santa Paula 1  
VUELTA: Santa Paula 3 - Gimnasia 2 
Natación: Participa en torneos regionales de natación.
Club Deportivo Jorge Newbery:
28 de marzo de 1922. Apodo: Verdes, Verdolagas, Sporting.

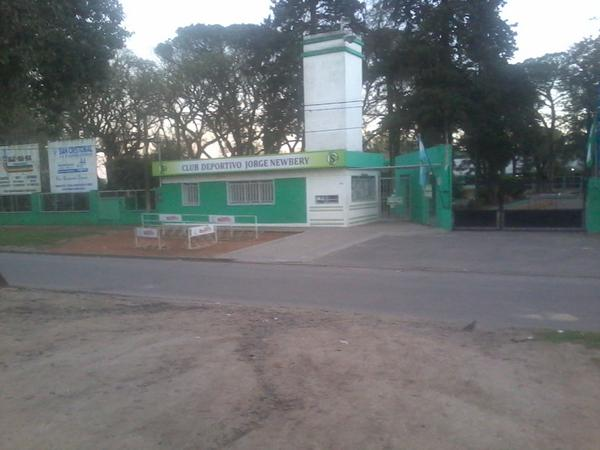
Ingreso al Club Deportivo Jorge Newbery.

Fútbol: Participa de la liga galvense de fútbol. Antes de la desaparición de la liga en la década de los 80 fue el equipo que más torneos ha logrado de la ciudad.
Voleibol: Posee todas las categorías de voleibol masculino como femenino. Participan de la liga santafesina de vóley.
Natación: Durante más de una treintena de años se desarrolló el torneo nacional de natación "Héctor Chiozzi" el cual reunía a los mejores nadadores de todo el país por 3 días en el club por el torneo federal de la "FE-SA-NA". Muchos nadadores han llegado a competiciones internacionales de aguas abiertas.
Tenis: Posee las únicas canchas de tenis en la ciudad (6).
Paddle: Posee 3 canchas en las que se compite por el circuito oficial de Gálvez.
Hockey: Participan de la Liga Rafaelina de Hockey.
Rugby: Participan del torneo de desarrollo de la Unión Santafesina de Rugby. Un deporte en crecimiento dentro del club.
Patín: Las chicas en todas las categorías participan de los torneos nacionales y varias han conseguido medallas de oro en esta disciplina.
Taekwondo: Jóvenes del club han logrado campeonatos sudamericanos en esta disciplina.
Paleta-Pelota: Es el único club con este deporte en la ciudad y los socios lo practican libremente.

## Población

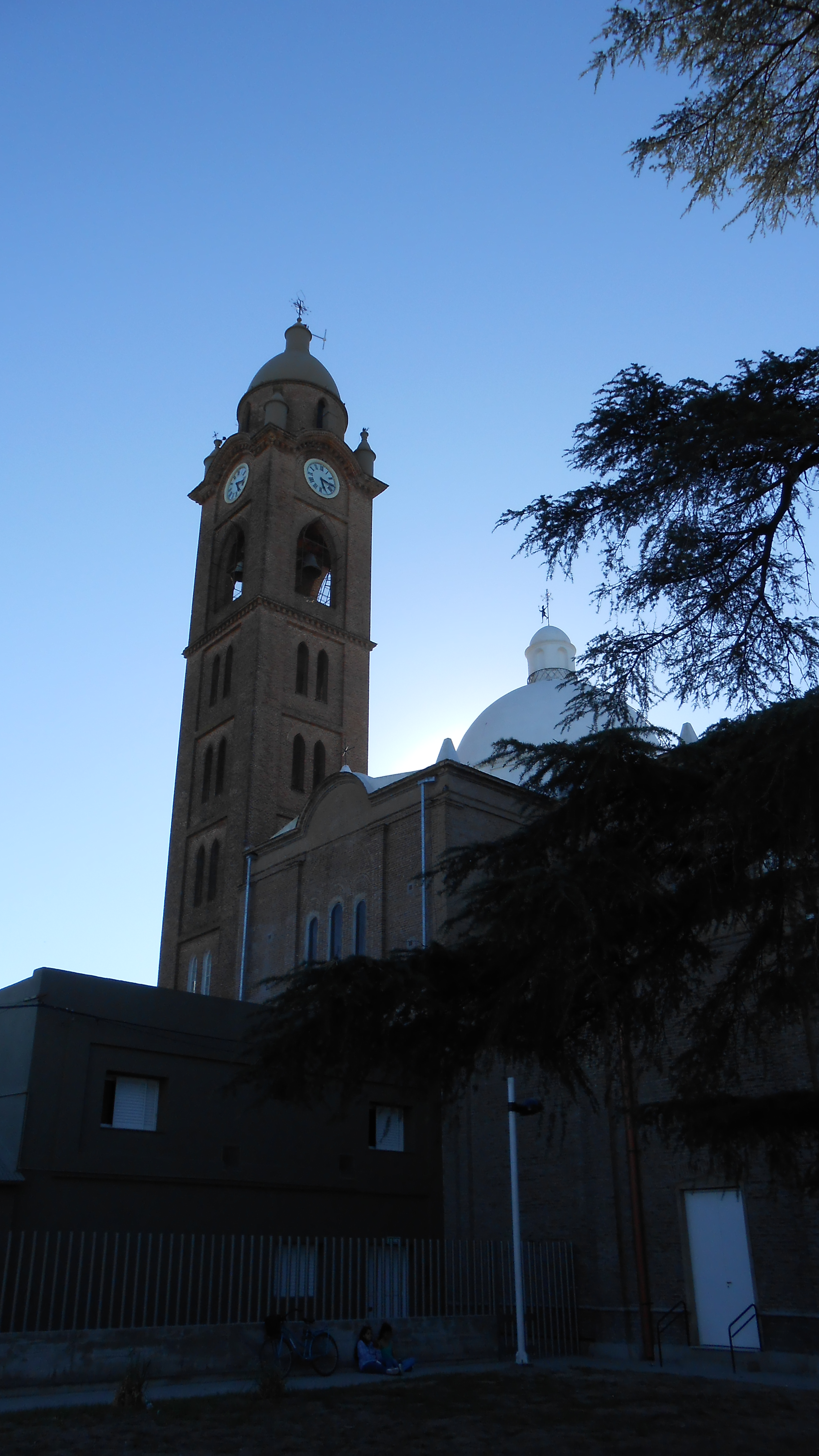
Iglesia Santa Margarita de Escocia

Cuenta con 19,309 habitantes (Indec, 2010), lo que representa un incremento del 4,14% frente a los 18,542 habitantes (Indec, 2001) del censo anterior.
Tomando esta tasa de crecimiento demográfico (a razón de 80 habitantes más por año si se calcula un crecimiento lineal), la ciudad de Gálvez alcanzaría los 20.000 habitantes entre los años 2018 y 2019.
El primer dato histórico con que se cuenta proviene del primer censo general de la provincia de Santa Fe realizado durante los días 6, 7 y 8 de junio del año 1887, cuando se censaron en total 1.645 habitantes, sumando población urbana (646) y rural (999).
Los siguientes números responden a los resultados de los censos nacionales, desde el segundo censo a nivel nacional, llamado oficialmente Censo de la República Argentina, hecho el 10 de mayo de 1895, hasta el décimo, denominado Censo Nacional de Población, Hogares y Viviendas, realizado el 27 de octubre de 2010. El Primer Censo de la República Argentina fue en el año 1869 y para ese entonces Gálvez aún no se había fundado.
| Gráfica de evolución poblacional de Gálvez entre 1887 y 2010                 |
|                                                                              |
| Fuente: Primer censo general provincial y censos nacionales del 2.º al 10.º. |

## Parroquias de la Iglesia católica en Gálvez
| Arquidiócesis | Santa Fe de la Vera Cruz   |
| ------------- | -------------------------- |
| Parroquia     | Santa Margarita de Escocia |